# Werner Thiede
Werner Thiede (* 1955) ist ein deutscher protestantischer Theologe und Publizist. Er ist außerplanmäßiger Professor für Systematische Theologie an der Universität Erlangen-Nürnberg.

## Leben und Wirken
Nach dem Studium der evangelischen Theologie in Neuendettelsau, Erlangen und Bonn (dazu ein Semester katholische Theologie und Parapsychologie in Freiburg) und einem Promotionsstudium während des Vikariats wurde er 1984 als Pfarrer z. A. in Bodenmais ordiniert. 
Bis 1990 war er Akademischer Rat a. Z. an der Universität Regensburg; diese Zeit schloss mit der Promotion in München ab. 1991–1996 war er wissenschaftlicher Referent an der Evangelischen Zentralstelle für Weltanschauungsfragen (EZW) in Stuttgart. 1996 wechselte er ans neu gegründete Institut zur Erforschung der religiösen Gegenwartskultur der Universität Bayreuth. Dort begann er seine Habilitationsschrift über den Begriff des „kosmischen Christus“. Habilitation 2000 in Erlangen zum Dr. theol. habil. Ab 2001 lehrte er Systematische Theologie an der Theologischen Fakultät der Universität Erlangen-Nürnberg. 2007 wurde er zum außerplanmäßigen Professor ernannt. 
2004–2006 war er Chefredakteur des Evangelischen Sonntagsblatts aus Bayern. Anschließend war er bis 2016 theologischer Referent beim Regionalbischof im Kirchenkreis Regensburg und danach bis zu seiner Pensionierung 2018 mit allgemeinkirchlichen Aufgaben befasst.
Ferner legt Thiede regelmäßig theologische Fachbücher und -aufsätze vor. Im Ruhestand weitete er seine publizistische Tätigkeit auf den künstlerischen Bereich aus und veröffentlichte einen Gedicht- und einen Liederband.

## Werke (Bücher)
- Das verheißene Lachen. Humor in theologischer Perspektive, Göttingen 1986, ISBN 3-525-63350-5. Ital.: L ’ilarità promessa. L ’umorismo e la teologia, Mailand/Turin 1989, ISBN 978-88-215-1652-8.
- Auferstehung der Toten – Hoffnung ohne Attraktivität? Grundstrukturen christlicher Heilserwartung und ihre verkannte religionspädagogische Relevanz (Forschungen zur Systematischen und Ökumenischen Theologie, Bd. 65), Göttingen 1991, ISBN 3-525-56272-1, zugl. Diss. Univ. München 1990.
- Scientology – Religion oder Geistesmagie? (Reihe Apologetische Themen (R.A.T.), Bd. 1), Konstanz 1992, ISBN 3-7621-7701-5, 2., überarbeitete und aktualisierte Auflage: Neukirchen-Vluyn 1995, ISBN 3-7615-9103-9.
- Die mit dem Tod spielen. Okkultismus – Reinkarnation – Sterbeforschung (GTB 975), Gütersloh 1994, ISBN 3-579-00975-3.
- Esoterik – die postreligiöse Dauerwelle. Theologische Betrachtungen und Analysen (R.A.T., 6), Neukirchen-Vluyn 1995, ISBN 3-7621-7706-6.
- Sektierertum – Unkraut unter dem Weizen? Gesammelte Aufsätze zur praktisch- und systematisch-theologischen Apologetik (R.A.T., Bd. 12), Neukirchen-Vluyn 1999, ISBN 3-7615-5067-7.
- Wer ist der kosmische Christus? Karriere und Bedeutungswandel einer modernen Metapher (Kirche – Konfession – Religion 44), Göttingen 2001, ISBN 3-525-56548-8, zugl. Habil. Erlangen 2000.
- Der gekreuzigte Sinn. Eine trinitarische Theodizee, Gütersloh 2007, ISBN 978-3-37405-632-3. Spanisch: El sentido crucificado. Una teodicea trinitaria, Salamanca/España 2008, ISBN 978-84-301-1674-4.
- Theologie und Esoterik. Eine gegenseitige Herausforderung (Forum Theologische Literaturzeitung 20), Leipzig 2007, ISBN 978-3-374-02481-0.
- Mystik im Christentum. 30 Beispiele, wie Menschen Gott begegnet sind (Edition Chrismon). Frankfurt am Main 2009, ISBN 978-3-86921-003-2.
- Mythos Mobilfunk. Kritik der strahlenden Vernunft, München 2012, ISBN 978-3-86581-404-3.
- Die digitalisierte Freiheit. Morgenröte einer technokratischen Ersatzreligion, Berlin 2013, ISBN 978-3-643-12401-2.
- Die Wahrheit ist exklusiv. Streitfragen des interreligiösen Dialogs, Gießen 2014, ISBN 978-3-7655-9110-5, erweiterte Neuausgabe 2022, ISBN 978-3-754946-52-7.
- Digitaler Turmbau zu Babel. Der Technikwahn und seine Folgen, München 2015, ISBN 978-3-86581-935-2, 2., erw. Aufl. 2021, ISBN 978-3-96238-300-8.
- Evangelische Kirche – Schiff ohne Kompass? Impulse für eine neue Kursbestimmung, Darmstadt 2017, ISBN 978-3-534-26893-1.
- Überm Chaos heiliger Glanz. Glaubensgedichte, Neuendettelsau 2018, ISBN 978-3-946083-25-2, 2. Aufl. 2019, ISBN 978-3-946083-25-2.
- Die digitale Fortschrittsfalle. Warum der Gigabit-Gesellschaft mit 5G-Mobilfunk freiheitliche und gesundheitliche Rückschritte drohen, Bergkamen 2018, ISBN 978-3-88515-297-2, 2. Aufl. 2019, ISBN 978-3-88515-301-6.
- Lust auf Gott. Einführung in die christliche Mystik. Berlin 2019, ISBN 978-3-643-14263-4.
- Digitalisierung als Weltanschauung. Wie die rigorose Vernetzungspolitik mit 5G-Mobilfunk ideologische Züge offenbart. Bergkamen 2019, ISBN 978-3-88515-327-6.
- Unsterblichkeit der Seele. Interdisziplinäre Annäherungen an eine Menschheitsfrage, Berlin 2021, ISBN 978-3-643-14878-0. 2., durchgesehene Aufl. 2022.
- Im Namen des sogenannten Fortschritts. Zur zunehmenden Einschränkung bürgerlicher Schutz- und Freiheitsrechte, Bergkamen 2023, ISBN 978-3-885-15344-3.
- Himmlisch wohnen. Auferweckt zu neuem Leben, Leipzig 2023, ISBN 978-3-374-07419-8.
- In Ängsten – und siehe, wir singen! Glaubenslieder, München 2023, ISBN 978-3-89912-246-6.
- Himmlische Freude. Vom tiefen Glück des Glaubens, Leipzig 2024, ISBN 978-3-374-07711-3.
- Monolog der Religionen? Zur Resilienz der Wahrheitsfrage im interreligiösen Dialog, LIT-Verlag, Münster 2025, ISBN 978-3-643-15653-2.